# 纳希夫·亚齐吉
纳希夫·亚齐吉（英語：Nasif al-Yaziji，阿拉伯语：‎，1800年3月25日—1871年2月8日），基督教徒，贝希尔·谢哈布二世的宫廷诗人、布特鲁斯·布斯塔尼的朋友，为推广阿拉伯标准语、研究阿拉伯文学的整理工作做了重大贡献。他反对宗教狂热，号召全体阿拉伯人团结起来，在共同的文化思想遗产基础上建设未来。